# Ferenc Berkes
Pour les articles homonymes, voir Berkes.
Ferenc Berkes est un joueur d'échecs hongrois né le 8 août 1985 à Baja, grand maître international depuis 2002 et triple champion de Hongrie.
Au 1er février 2013, il a un classement Elo de 2 702 points, ce qui le place au 49e rang mondial et fait de lui le deuxième joueur hongrois.

## Carrière

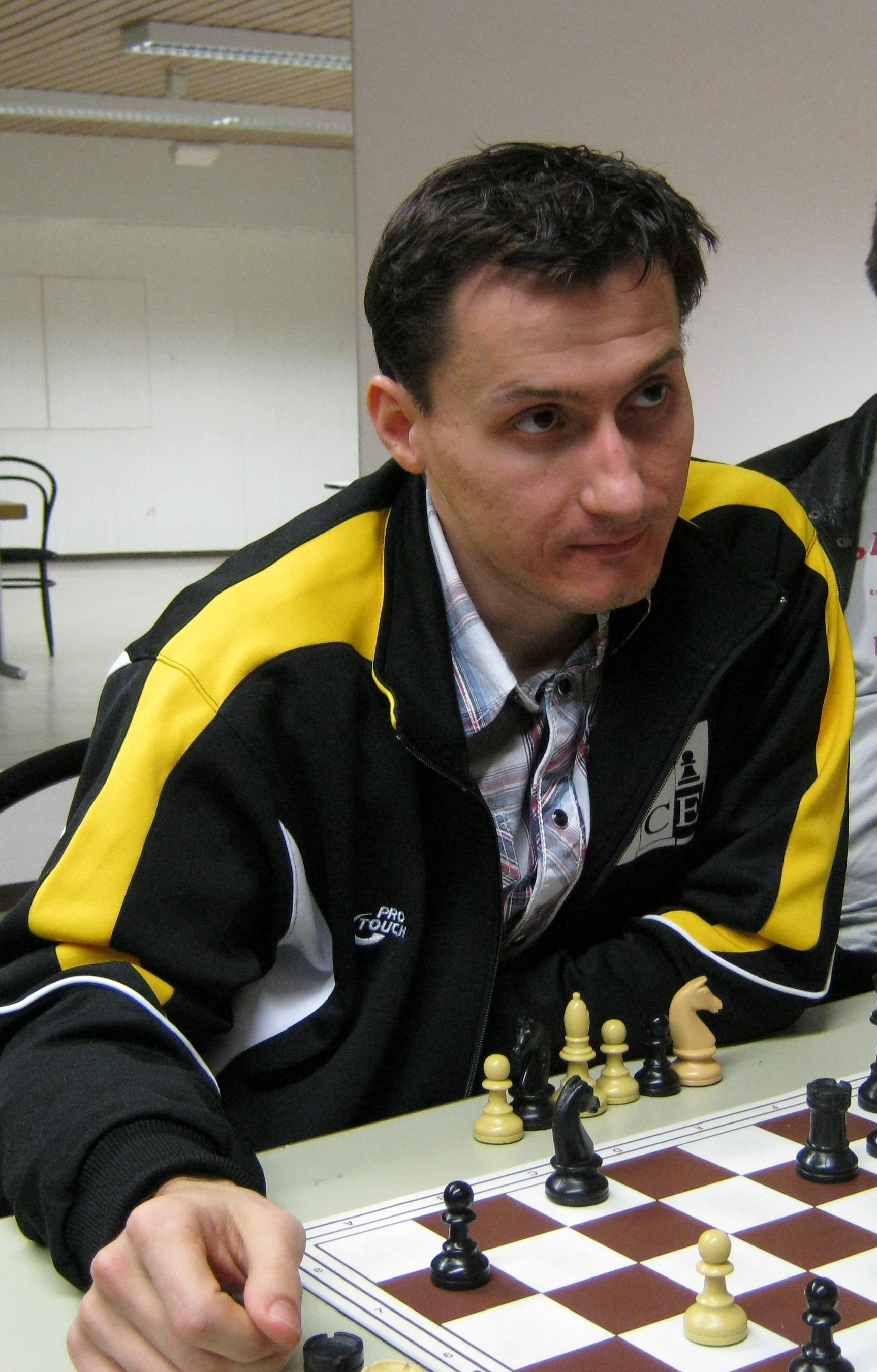
Ferenc Berkes en 2011

Berkes a remporté le championnat du monde d'échecs de la jeunesse (moins de 18 ans) en 2003 et finit deuxième du championnat du monde d'échecs junior en 2005 (derrière Mamedyarov).
En 2001, Berkes a remporté le tournoi de grands maîtres de Budapest. En 2004, il finit à un demi-point du vainqueur de l'open Aeroflot à Moscou et remporta le grand prix de Zalaegerszeg. En 2006, il gagna la coupe Tenkes (Tenkes Kupa) à Harkány et le mémorial Subasic à Zenica en Bosnie.
Il a remporté le championnat de Hongrie en 2004, 2007 et 2010 et a participé à toutes les olympiades de 2004 à 2012. En 2008, il remporta une médaille de bronze au premier échiquier de réserve.
Il remporta le tournoi d'échecs du lac Sevan en 2009.
Son meilleur classement Elo a été de 2 706 points Elo en septembre 2011, ce qui le classait au 41e rang mondial.

### Coupes du monde
Lors de la Coupe du monde d'échecs 2011, Berkes battit au premier tour Sandro Mareco, puis perdit contre Zahar Efimenko au deuxième tour.
En 2019, Berkes finit cinquième du championnat d'Europe d'échecs individuel avec 8 points sur 11, ce qui le qualifie pour la Coupe du monde d'échecs 2019 à Khanty-Mansiïsk où il est éliminé au premier tour par Rinat Jumabaev.
Lors de la Coupe du monde d'échecs 2021, il fut exempt au premier tour grâce à son classement Elo, puis il perdit au deuxième tour face à l'Iranien Amin Tabatabaei après départages.
| Année | Lieu            | Résultat           | Ultime adversaire         | Adversaires battus                                              |
| ----- | --------------- | ------------------ | ------------------------- | --------------------------------------------------------------- |
| 2011  | Khanty-Mansiïsk | deuxième tour      | Zahar Efimenko            | Sandro Mareco                                                   |
| 2019  | Khanty-Mansiïsk | premier tour       | Rinat Jumabaev            |                                                                 |
| 2021  | Sotchi          | deuxième tour      | Amin Tabatabaei           | (exempt au premier tour)                                        |
| 2023  | Bakou           | huitième de finale | Rameshbabu Praggnanandhaa | Pouria Darini Boris Guelfand Nikita Vitiougov Ruslan Ponomariov |